# 竹内芳明
竹内 芳明（たけうち よしあき、1962年〈昭和37年〉3月27日 - ）は、日本の郵政・総務技官。
総務事務次官（第20代）、総務審議官（郵政・通信担当）、総務省総合通信基盤局長、サイバーセキュリティ統括官などを歴任。

## 人物
香川県仲多度郡多度津町生まれ。1982年、高松工業高等専門学校電気工学科卒業、東北大学工学部電気系編入学。1985年、東北大学工学部通信工学科卒業、郵政省入省。
1998年、東北電気通信監理局総務部長。1999年、郵政省電気通信局電波部衛星移動通信課次世代航空通信システム開発室長。2001年、総務省情報通信政策局宇宙通信政策課宇宙通信調査室長。2003年、総務省情報通信政策局技術政策課研究推進室長。2006年、総務省情報通信政策局宇宙通信政策課長。2007年、総務省総合通信基盤局電気通信事業部電気通信技術システム課長。
2008年、総務省総合通信基盤局電波部移動通信課長。2010年、総務省情報通信国際戦略局技術政策課長。2011年、総務省総合通信基盤局電波部電波政策課長。2014年、東北総合通信局長。2015年、経済産業省大臣官房審議官（IT戦略担当）。
2017年、総務省総合通信基盤局電波部長。2018年から総務省サイバーセキュリティ統括官を務め、IoT機器に関する新技術基準の策定や、情報開示の促進などにあたった。2020年、総務省総合通信基盤局長。2021年、東北新社役職員による総務省幹部接待問題で空席となっていた総務審議官（郵政・通信担当）に就任。総務事務官ではなく総務技官が総務審議官に就任するのは史上初のことであった。
2024年（令和6年）7月5日、総務事務次官に就任。総務技官として初めて事務次官に起用された。2025年（令和7年）7月1日、辞職。

## 年譜
- 国家公務員採用上級甲種試験（電子・通信）合格[1]
- 1985年
  - 03月31日：東北大学工学部通信工学科卒業[1]
  - 04月01日：郵政省入省[1]
- 1995年06月00　：郵政省大臣官房総務課課長補佐[1]
- 1996年07月00　：郵政省通信政策局宇宙通信政策課課長補佐[1]
- 1998年06月23日：東北電気通信監理局総務部長[19]
- 1999年07月13日：郵政省電気通信局電波部電波環境課企画官（命）電気通信局電波部衛星移動通信課次世代航空通信システム開発室長[20]
- 2001年
  - 01月06日：総務省総合通信基盤局電波部電波環境課企画官[1]
  - 07月00　：総務省情報通信政策局宇宙通信政策課宇宙通信調査室長[1]
- 2003年08月00　：総務省情報通信政策局技術政策課研究推進室長（併）情報通信政策局総合政策課ユビキタス情報家電推進室長[1]
- 2006年07月21日：総務省情報通信政策局宇宙通信政策課長（併）内閣官房内閣参事官（内閣情報調査室）[21][22]
- 2007年07月10日：総務省総合通信基盤局電気通信事業部電気通信技術システム課長[23][24]
- 2008年07月04日：総務省総合通信基盤局電波部移動通信課長[25]
- 2010年07月27日：総務省情報通信国際戦略局技術政策課長[26]
- 2011年07月15日：総務省総合通信基盤局電波部電波政策課長[27]
- 2014年07月22日：東北総合通信局長[28]
- 2015年07月31日：経済産業省大臣官房審議官（IT戦略担当）（併）商務情報政策局付[29][1]
- 2017年07月11日：総務省総合通信基盤局電波部長[30]
- 2018年07月20日：総務省サイバーセキュリティ統括官[31]
- 2020年07月20日：総務省総合通信基盤局長[32]
- 2021年07月01日：総務審議官（郵政・通信担当）[33]
- 2024年07月05日：総務事務次官[15][16]
- 2025年07月01日：辞職[18]

## 著書
- 『NGN教科書』（共著）インプレスR&D、2008年